# ياتهدي ياتعدي (فلم)
يا تهدي يا تعدي هو فيلم كوميدي مصري، من إخراج خالد الحلفاوي وتأليف أحمد عزت وبطولة أيتن عامر ومحمد شاهين ومحمد عادل وبدرية طلبة وضياء عبد الخالق. صدر الفيلم تاريخ 22 فبراير 2017، وحقق إيرادات تبلغ حوالي 615 ألف جنيه مصري
يعد الفيلم التعاون الثاني بين المخرج خالد الحلفاوي والممثلة آيتن عامر بعد فيلم «زنقة ستات» عام 2015. كما إنه أول بطولة مطلقة لأيتن عامر.

## ملخص القصة
يبحث شاب عن معلم جيد لقيادة السيارات من أجل والدته الراغبة في تعلم القيادة، ويقوم موظف بإحدى المكاتب المتخصصة في تعليم القيادة للسيدات بترشيح هند (آيتن عامر) لتؤدي هذه المهمة، وسرعان ما يقع في حبها بعد بدء الدروس.

## طاقم العمل
| - أيتن عامر: هند - محمد شاهين: هاني - سلوى خطاب: أم هاني - إدوارد: خال هند - عايدة رياض: أم هند - محمد عادل: خالد أخو هند | - بدرية طلبة - ولاء شريف - رانيا الخطيب - وفاء عامر: أ. سيدة - محمد رجب: أ. خيري - محمد سلام | - ضياء عبد الخالق - شيماء سيف: ليلى - علا رشدي: ياسمين - إسماعيل فرغلي - محمد نصر: سائق ميكروباص |

تمثيل: كريم مأمون - فلك نور: ام ياسمين - ماجد الشرقاوي - غادة فلفل - هاني العدوي - زكي لوجو - مايا فارس - محمد العشماوي - محمد عز العرب - كريم غسان - عيد أبو الحمد - حمادة صميدة - عادل أطاطا - احمد عزت

## التصوير
تم الانتهاء من تصوير الفيلم في أوائل ديسمبر 2016. وتوقف تصوير الفيلم لمدة إسبوعين بسبب سفر أيتن عامر إلى ألمانيا لمرافقة والدتها أثناء قيامها بإجراء عملية جراحية في العمود الفقري.

## أغنية الفيلم
«تبادل النظرات» هي أغنية فيلم يا تهدي يا تعدي والتي تم ضمها لأحداث الفيلم، وهي من غناء أيتن عامر ومحمد شاهين والمطرب إسماعيل الليثي، ومن كلمات إسلام خليل، وألحان هاني فاروق وتوزيع زيزو فاروق.

## الدعاية والأعلان

### الملصق الدعائي
تم طرح الملصق الدعائي الأول للفيلم بتاريخ 20 يناير 2017، وتصدر الملصق بطلا الفيلم أيتن عامر ومحمد شاهين. أما البوستر الثاني للفيلم فقد تم طرحه بتاريخ 27 يناير 2017. 

### الفيديو الدعائي
تم طرح الفيديو الدعائي للفيلم بتاريخ 29 يناير 2017 في القناة الرسمية لشركة «الريماس» المنتجة للفيلم على موقع يوتيوب.

### الأغنية الدعائية
تم الانتهاء من تسجيل الأغنية الدعائية للفيلم بتاريخ 30 يناير 2017 وطرحت بتاريخ 10 فبراير 2017 على موقع يوتيوب. الأغنية تحمل نفس اسم الفيلم «يا تهدي يا تعدي»، وهي من غناء أيتن عامر، وكلمات تامر حسين، وألحان إيهاب عبد الواحد، وتوزيع نادر حمدي.

## الصدور
كان من المقرر أن يصدر الفيلم خلال موسم رأس السنة، إلا إنه تم تأجيل الصدور إلى إجازة نصف العام الدراسي. حيث أقام صناع العمل العرض الخاص بالفيلم بتاريخ 20 فبراير 2017 بـ«مجمع سينمات أمريكانا بلازا». وحضر العرض الخاص عدداًَ من صناع الفيلم بالإضافة إلى المخرج محمد فاضل (مخرج) وزوجته الفنانة فردوس عبد الحميد، وحضر أيضًا مصمم الأزياء هاني البحيري والممثلة لقاء سويدان والإعلامية سلمى الصباحي والمطربة كارمن سليمان.

## روابط خارجية
- مقالات تستعمل روابط فنية بلا صلة مع ويكي بيانات